# SM UC-45
SM UC-45 – niemiecki podwodny stawiacz min z okresu I wojny światowej, jedna z 64 zbudowanych jednostek typu UC II. Zwodowany 20 października 1916 roku w stoczni Vulcan w Hamburgu, został przyjęty do służby w Kaiserliche Marine 18 listopada 1916 roku. W czasie służby operacyjnej w składzie 1. Flotylli U-Bootów Hochseeflotte okręt odbył pięć patroli bojowych, w wyniku których zatonęło 12 statków o łącznej pojemności 16 854 BRT. 17 września 1917 roku SM UC-45 zatonął wraz z całą załogą w wyniku wypadku podczas zanurzania na Morzu Północnym, a później został podniesiony i powrócił do służby. W wyniku podpisania rozejmu w Compiègne okręt został 24 listopada 1918 roku poddany Brytyjczykom, a następnie zezłomowany w 1920 roku.

## Projekt i budowa
Sukcesy pierwszych niemieckich podwodnych stawiaczy min typu UC I, a także niedostatki tej konstrukcji, skłoniły dowództwo Cesarskiej Marynarki Wojennej z admirałem von Tirpitzem na czele do działań mających na celu budowę nowego, znacznie większego i doskonalszego typu okrętów podwodnych. Opracowany latem 1915 roku projekt okrętu, oznaczonego później jako typ UC II, tworzony był równolegle z projektem przybrzeżnego torpedowego okrętu podwodnego typu UB II. Głównymi zmianami w stosunku do poprzedniej serii były: instalacja wyrzutni torpedowych i działa pokładowego, zwiększenie mocy i niezawodności siłowni, oraz wzrost prędkości i zasięgu jednostki, kosztem rezygnacji z możliwości łatwego transportu kolejowego (ze względu na powiększone rozmiary).
SM UC-45 zamówiony został 20 listopada 1915 roku jako jednostka z II serii okrętów typu UC II (numer projektu 41, nadany przez Inspektorat U-Bootów), w ramach wojennego programu rozbudowy floty . Został zbudowany w stoczni Vulcan w Hamburgu jako jeden z sześciu okrętów II serii zamówionych w tej wytwórni. UC-45 otrzymał numer stoczniowy 78 (Werk 78)  . Stępkę okrętu położono w 1915 roku , a zwodowany został 20 października 1916 roku. Koszt budowy okrętu wyniósł 1 mln 982 tys. marek.

## Dane taktyczno-techniczne
SM UC-45 był średniej wielkości przybrzeżnym okrętem podwodnym o konstrukcji dwukadłubowej. Długość całkowita wynosiła 49,5 metra, szerokość 5,22 metra i zanurzenie 3,68 metra . Wykonany ze stali kadłub sztywny miał 39,3 metra długości i 3,61 metra szerokości, a wysokość (od stępki do szczytu kiosku) wynosiła 7,46 metra . Wyporność w położeniu nawodnym wynosiła 400 ton, a w zanurzeniu 480 ton. Jednostka miała wysoki, ostry dziób przystosowany do przecinania sieci przeciwpodwodnych; do jej wnętrza prowadziły trzy luki: pierwszy przed kioskiem, drugi w kiosku, a ostatni w części rufowej, prowadzący do maszynowni . Cylindryczny kiosk miał średnicę 1,4 metra i wysokość 1,8 metra, obudowany był opływową osłoną . Okręt napędzany był na powierzchni przez dwa 6-cylindrowe, czterosuwowe silniki wysokoprężne Körting o łącznej mocy 520 KM, a pod wodą poruszał się dzięki dwóm silnikom elektrycznym SSW o łącznej mocy 460 KM . Dwa wały napędowe obracały dwie śruby wykonane z brązu manganowego (o średnicy 1,9 metra i skoku 0,9 metra) . Okręt osiągał prędkość 11,7 węzła na powierzchni i 6,7 węzła w zanurzeniu . Zasięg wynosił 9410 Mm przy prędkości 7 węzłów w położeniu nawodnym oraz 60 Mm przy prędkości 4 węzłów pod wodą . Zbiorniki mieściły 63 tony paliwa, a energia elektryczna magazynowana była w dwóch bateriach akumulatorów 26 MAS po 62 ogniwa, zlokalizowanych pod przednim i tylnym pomieszczeniem mieszkalnym załogi. Okręt miał siedem zewnętrznych zbiorników balastowych . Dopuszczalna głębokość zanurzenia wynosiła 50 metrów , a czas wykonania manewru zanurzenia 40 sekund.
Głównym uzbrojeniem okrętu było 18 min kotwicznych typu UC/200 w sześciu skośnych szybach minowych o średnicy 100 cm, usytuowanych w podwyższonej części dziobowej jeden za drugim w osi symetrii okrętu, pod kątem do tyłu (sposób stawiania – „pod siebie”). Układ ten powodował, że miny trzeba było stawiać na zaplanowanej przed rejsem głębokości, gdyż na morzu nie było do nich dostępu (co znacznie zmniejszało skuteczność okrętów). Wyposażenie uzupełniały dwie zewnętrzne wyrzutnie torped kalibru 500 mm (umiejscowione powyżej linii wodnej na dziobie, po obu stronach szybów minowych), jedna wewnętrzna wyrzutnia torped kal. 500 mm na rufie (z łącznym zapasem 7 torped) oraz umieszczone przed kioskiem działo pokładowe kal. 88 mm L/30, z zapasem amunicji wynoszącym 130 naboi . Okręt wyposażony był w dwa peryskopy Zeissa: wachtowy i bojowy oraz radiostację z podnoszonym masztem o wysokości 10 metrów. Wyposażenie uzupełniała kotwica grzybkowa o masie 272 kg .
Załoga okrętu składała się z 3 oficerów oraz 23 podoficerów i marynarzy.

## Służba

### 1916 rok
18 listopada 1916 roku SM UC-45 został przyjęty do służby w Cesarskiej Marynarce Wojennej . Dowództwo okrętu objął kpt. mar. (niem. Kapitänleutnant) Hubert Aust .

### 1917 rok
Z dniem 1 lutego 1917 roku, rozkazem szefa sztabu admiralicji niemieckiej z 12 stycznia tego roku, U-Booty należące do czterech flotylli Hochseeflotte, Flotylli Flandria i Flotylli Pola rozpoczęły nieograniczoną wojnę podwodną. Po okresie szkolenia okręt został 10 lutego przydzielony do 1. Flotylli U-Bootów Hochseeflotte .
W dniach 14–27 marca UC-45 odbył operację bojową u wschodnich wybrzeży Szkocji, stawiając wszystkie przewożone pod pokładem miny w trzech zagrodach. 19 marca okręt zatopił w ataku torpedowym zbudowany w 1907 roku norweski parowiec „Pollux” o pojemności 1196 BRT, przewożący siarczany, drobnicę i pasażerów z Newcastle upon Tyne do Bergen. Do zdarzenia doszło w odległości 60 Mm na północny wschód od Aberdeen (na pozycji 57°55′N 1°10′W/57,916667 -1,166667), a na pokładzie statku zginęło 16 osób . Trzy dni później okręt zatopił dwa kolejne norweskie parowce, płynące z ładunkiem śledzi z Haugesund do Kingston upon Hull: 10 Mm na wschód od Peterhead pochodzący z 1894 roku „Egenaes” (399 BRT) (śmierć poniosło pięciu marynarzy)  oraz zbudowany w 1889 roku „Susanna” (442 BRT), zatrzymany i zatopiony 6 Mm na południowy wschód od Aberdeen (na pozycji 57°04′N 1°54′W/57,066667 -1,900000, bez strat w ludziach) . 23 marca UC-45 zatopił czwarty w tym rejsie norweski parowiec, a był nim zbudowany w 1891 roku „Blomwaag” o pojemności 695 BRT, transportujący węgiel z Leith do Bergen. Zdarzenie miało miejsce na pozycji 57°40′N 1°20′E/57,666667 1,333333 (nikt nie zginął) .
Kolejnymi ofiarami U-Boota padły dwie jednostki zatopione 17 kwietnia: zbudowany w 1912 roku duński parowiec „Bretagne” (1110 BRT), płynący z ładunkiem węgla z Newcastle do Kopenhagi (na pozycji 57°43′N 1°42′W/57,716667 -1,700000, bez strat w załodze)  oraz pochodzący z 1911 roku brytyjski parowiec „Charles Goodanew” (791 BRT), płynący z Aberdeen do Scapa Flow z materiałami wojennymi, który zatonął na minie na pozycji 57°39′N 1°45′W/57,650000 -1,750000 ze stratą 13 załogantów wraz z kapitanem  . Następnego dnia UC-45 storpedował zbudowany w 1896 roku duński parowiec „Louisiana” o pojemności 3015 BRT, płynący z ładunkiem drobnicy i miazgi drzewnej z North Shields do Bostonu. Statek zatonął bez strat w załodze w odległości 20 Mm na północny wschód od latarni morskiej Buchan Ness (na pozycji 57°47′N 1°22′W/57,783333 -1,366667) .
W maju UC-45 oraz pozostałe okręty wchodzące w skład 1. Flotylli (U-71, U-80, UC-29, UC-31, UC-33, UC-41, UC-42, UC-44, UC-49, UC-50, UC-51, UC-55, UC-75 i UC-77) postawiły wokół Wysp Brytyjskich 50 zagród minowych. 26 maja okręt zatrzymał i zatopił nieopodal Manche zbudowany w 1881 roku francuski trzymasztowy drewniany szkuner „Saint Hubert” (423 BRT), płynący z ładunkiem węgla na trasie Swansea – Fécamp . Dwa dni później ten sam los spotkał zbudowaną w 1882 roku norweską czteromasztową fregatę ze stalowym kadłubem „Teie” (1974 BRT), transportujący ładunek tranu wielorybiego z Georgii Południowej do Liverpoolu. Do zdarzenia doszło w odległości 60 Mm na południe od Fastnet Rock (na pozycji 50°28′N 9°20′W/50,466667 -9,333333) . 4 czerwca w odległości 80 Mm na północny zachód od wyspy Eagle Island (u wybrzeży Mayo) U-Boot storpedował bez ostrzeżenia zbudowany w 1913 roku uzbrojony brytyjski parowiec „Phemius” o pojemności 6699 BRT, przewożący ładunek drobnicy z Liverpoolu do Hongkongu. Statek zatonął bez strat w ludziach na pozycji 54°56′N 12°07′W/54,933333 -12,116667  . Trzy dni później w odległości 30 Mm na wschód od Kinnaird okręt zatrzymał i po zdjęciu załogi zatopił pochodzący z 1903 roku brytyjski dryfter „Golden Hope” (67 BRT) . 13 lipca w odległości od 90 do 100 Mm na północny wschód od Aberdeen UC-45 zatrzymał i zatopił islandzki żaglowiec „Afram” (43 BRT), przewożący ładunek soli z Aberdeen do Seyðisfjörður .
28 lipca nowym dowódcą okrętu został mianowany por. mar. (niem. Oberleutnant zur See) Hans Soergel . 1 września nastąpiła kolejna zmiana kapitana UC-45, którym został por. mar. Werner Ackermann . 17 września U-Boot, przechodzący próbę zanurzenia z dwoma dowódcami (zdającym okręt por. Soergelem i obejmującym dowodzenie por. Ackermannem) i powiększoną załogą (łącznie 35 osób) zatonął na Morzu Północnym na pozycji 54°09′N 7°35′E/54,150000 7,583333 . Z pokładu okrętu, który spoczął na głębokości 42 metrów wydostał się tylko jeden marynarz nazwiskiem Buss, jednak również poniósł śmierć.
Jednostka została podniesiona 11 kwietnia 1918 roku przy udziale okrętu ratowniczego „Oberelbe” . Okręt powrócił do służby 24 października, jednak nie zdążył już wziąć udziału w działaniach wojennych . W wyniku podpisania rozejmu w Compiègne UC-45 został 24 listopada 1918 roku poddany Brytyjczykom, a następnie zezłomowany w Preston w 1920 roku .

### Podsumowanie działalności bojowej
SM UC-45 odbył pięć rejsów operacyjnych, w wyniku których zatonęło 12 statków o łącznej pojemności 16 854 BRT . Na pokładach zatopionych i uszkodzonych jednostek zginęły co najmniej 34 osoby, w tym 16 na norweskim parowcu „Pollux”  . Pełne zestawienie zadanych przez niego strat przedstawia poniższa tabela :
| Data             | Nazwa              | Państwo         | Tonaż      | Los jednostki |
| ---------------- | ------------------ | --------------- | ---------- | ------------- |
| 19 marca 1917    | „Pollux”           | Norwegia        | 1196       | zatopiony     |
| 22 marca 1917    | „Egenaes”          | Norwegia        | 399        | zatopiony     |
| 22 marca 1917    | „Susanna”          | Norwegia        | 442        | zatopiony     |
| 23 marca 1917    | „Blomwaag”         | Norwegia        | 695        | zatopiony     |
| 17 kwietnia 1917 | „Bretagne”         | Dania           | 1110       | zatopiony     |
| 17 kwietnia 1917 | „Charles Goodanew” | Wielka Brytania | 791        | zatopiony     |
| 18 kwietnia 1917 | „Louisiana”        | Dania           | 3015       | zatopiony     |
| 26 maja 1917     | „Saint Hubert”     | Francja         | 423        | zatopiony     |
| 28 maja 1917     | „Teie”             | Norwegia        | 1974       | zatopiony     |
| 4 czerwca 1917   | „Phemius”          | Wielka Brytania | 6699       | zatopiony     |
| 7 czerwca 1917   | „Golden Hope”      | Wielka Brytania | 67         | zatopiony     |
| 13 lipca 1917    | „Afram”            | Islandia        | 43         | zatopiony     |
| RAZEM            | RAZEM              | zatopione:      | zatopione: | 12            |